# Mahaweli Ganga
El Mahaweli Ganga (Singalès: මහවැලි ගඟ Mahawaluka Nadee, literalment en anglès "Great Sandy"; Tàmil: மகாவலி ஆறு [mahawali gangai]), és un riu de 335 km (208 mi) km que és el riu més llarg de Sri Lanka. La seva conca és la més gran del país, i cobreix gairebé un-cinquè de l'àrea total de l'illa. El naixement real del Mahaweli Ganga és a Polwathura, un poble remot del districte de Nuwara-Eliya a la vora del Nawalapitiya del districte de Kandy. El riu assoleix la Badia de Bengala per la part sud-oest de la badia de Trincomalee. La badia inclou el primer d'uns canyons submaríns que fan de Trincomalee un dels ports de mar profund més bons en el món. El riu i els seus afluents tenen preses a diverses ubicacions per permetre el reg en la zona seca, amb gairebé 1,000 km² de terra irrigada. La producció de hidroelectricitat de sis preses del riu Mahaweli subministra més del 40% de les necessitats d'electricitat de Sri Lanka. Un de les moltes fonts del riu és el Kotmale Oya.
Hi ha un error dins Sri Lanka que suposa que el Mahaweli s'inicia a la muntanya Sri Pada. El Mahaweli de fet té les seves fonts a les planes de Hortain a Kirigalpoththa i a la serralada de Thotupola.

## Afluents
- Kotmale Oya
- Hatton Oya
- Hulu Ganga
- Loggal Oya
- Uma Oya
- Badulu Oya
- Amban Ganga